# Igor Boldin
Igor Petrovitsj Boldin (Russisch: Игорь Петрович Болдин) (Moskou, 2 februari 1964) is een Russisch voormalig professioneel ijshockeyer. Hij speelde in de nationale Sovjet-competitie voor HC Spartak Moskou. Boldin werd nooit landskampioen van de Sovjet-Unie. 
Boldin won tijdens de Olympische Winterspelen 1992 de gouden medaille met het gezamenlijk team. In 1992 werd hij opgenomen in de "Sovjet Hockey Hall of Fame". 

## Familie
De zoon van Boldin, eveneens met de voornaam Igor (geboren 16 januari 1995) speelt hockey in de Russische jeugdcompetitie voor MHC Spartak.